# سی. وی. سریرمن
چروتوروتی ولاپان سریرمن (زاده ۷ فوریه ۱۹۳۱ – درگذشته ۱۱ اکتبر ۲۰۰۷) نویسنده هندی بود که داستان‌های کوتاه و رمان‌هایی به زبان مالایالام نوشت. وی نایب رئیس کرالا ساهیتیا آکادمی بود. داستان‌های سی.وی. سریرمن بیش از کل هسته اصلی موضوع را ایجاد می‌کند، همان‌طور که در آنایاسنامارانام (مرگ آسان) و میوه‌های راه‌آهن یا (راه‌آهن‌ها) نمونه‌ای از آنها می‌باشد. او برنده جایزه معتبر آکادمی کندرا ساهیتیا در سال ۱۹۹۹ برای مجموعه داستان کوتاه سریرامانته کاداکال و جایزه آکادمی کرالا ساهیتیا برای مجموعه بی شی شده‌است.

## زندگی‌نامه
سریرمن درروز ۷ فوریه ۱۹۳۱ در چروتوروتی کرالا در ولاپان و جانکی متولد شد و بخشی از دوران کودکی خود را در سریلانکا گذراند. او در دبیرستان دولتی، کوننام کولام تحصیل کرد. تی ام اچ اس، تقسیم بزرگ؛ دانشکده سنت توماس، تریسور و دانشکده سنت آلویسیوس، مانگالور و مدرک حقوق را از دانشکده حقوق مدرس گرفت.
سریرمن به مدت ۷ سال در قسمت نوتوانی جزایر آندامان و نیکوبار کار کرد که موضوع بعضی از داستان‌های او را فراهم نمود. سریرمن که از دوره‌های دانشجویی کمونیست بود، به مدت ۷ سال به نام رئیس پانچایات چووانور کار کرد و به شکل فعال با گروه فرهنگی طرفدار کمونیست هند (مارکسیست) پوروگامانا کالا ساهیتیاسانگهام ارتباط داشت. سریرمن از سال ۱۹۸۸ تا ۱۹۹۱ عضو کمیته اجرایی آکادمی کرالا ساهیتیا بود. مکان سکونت او در کنگونور در نزدیکی کوننام کولام، تریسور مرکز نویسندگان مالایالام از منطقه بود.
سریرمن در روز ۱۰ اکتبر ۲۰۰۷ در بیمارستان مأموریت جشن در تریسور درگذشت. او به دلیل مشکل‌های کبدی و کلیوی تحت درمان بود. او ۷۶ ساله بود و از همسر و ۳ فرزندش به یادگار ماند.
از کارهای می‌توان می‌توان به پوتوما ایلاتوارود ناگارام، چیدامبارام، خشوراسیاهارا، ثیرتاکاوادی، دوخیتارود دوخام، پورامکاژچاکال، واستوهارا، چاکشو سرواناگالاستهام، پوندان مادا، شیما تامپوران و انتوسی والیاما اشاره نمود. داستان‌های می‌توان به زبان انگلیسی و آلمانی و چندین زبان هندی از غبیل زبان‌های هندی، بنگالی، تامیلی، کانادایی، تلوگو، مراتی و اوریا ترجمه گردیده شده. کیفیت بصری داستان وی باعث جذب فیلم ساهایی شد. واستوهارا، چیدامبارام (جی. آراویندان)، پوروشارتهام (ک.آر. موهانان) و پونتان مادا (تلویزیون چاندران) طبق حکایت‌های سریرمن آماده گردیده‌اند.
بعدها گلچینی از داستان‌های کوتاه او به اسم «موکشارتهام» منتشر شد.